# آنا كوليشوف
آنا كوليشوف، (9 يناير 1857-27 ديسمبر 1925)، ثورية روسية يهودية، وناشطة نسوية بارزة، ثم ناشطة اشتراكية ماركسية. تمركز نشاطها بشكل أساسي في إيطاليا، إذ أصبحت واحدة من أوائل النساء اللواتي تخرجن من كلية الطب.

## سيرة حياتها
وُلدت آنا كوليشوف عام 1857 بالقرب من سيمفيروبول في شبه جزيرة القرم، لجأت كوليشوف إلى باريس بعد اضطهادها من قبل السلطات الإمبراطورية الروسية، وهناك التقت شريكها المستقبلي، أندريا كوستا. بعد طردها من فرنسا عام 1878، استقرت في إيطاليا وأصبحت محررة النقد الاجتماعي، وهي صحيفة اشتراكية كبرى، وذلك في عام 1891. خضعت آنا كوليشوف لمحاكمات وسُجنت عدة مرات بسبب نشاطاتها في مجالات عدة مثل حق المرأة في التصويت. 

### أولى تجاربها في السياسة
في عام 1871، بعد دراستها اللغات الأجنبية بإشراف مدرسين خاصين، أُرسلت آنا لدراسة الهندسة في المعهد الفدرالي السويسري للتكنولوجيا في زيورخ، وهناك أخذت أيضًا دورات في مادة الفلسفة. تزوجت في عام 1873 من بيوتر ماكارفيتش، وعادا معًا إلى روسيا. هناك عملوا لصالح مجموعات تقدمية، بدايةً في أوديسا وبعد ذلك في كييف. في عام 1874، حُكم على ماكارفيتش بالسجن خمس سنوات مع الأشغال الشاقة بسبب نشاطه الثوري ومات في السجن.  هربت آنا من أوديسا متجنبةً الاعتقال، لتعيش سراً أولاً في كييف ثم في خاركوف، وكثيراً ما كانت تغني في الحدائق العامة لكسب المال. في كييف، انضمت إلى الثوار المرتبطين بحزب الأرض والحرية، الذين شاركوا في أعمال إرهابية ضد السلطات القيصرية، ثم تمكنت من الفرار عندما قُبض على زملائها في المجموعة. 

## مهنة الطب
في وقت مبكر من عام 1880، ركزت آنا كوليشوف بشكل خاص على مفهوم المرأة المُعتمد على العوامل الاجتماعية والثقافية.

### بداية دراستها الطبية
كرّست آنا نفسها للدراسات الجامعية بسبب عدم وجود التزام سياسي معين. في عام 1882، أُجبرت على الانتقال إلى سويسرا والتحقت بكلية الطب. أشبع الطب حاجتها وتطلعاتها لأداء مهمة اجتماعية كانت قد أظهرتها بعمق منذ انضمامها إلى الشعبوية. أصيبت بالسل نتيجة الوقت الطويل الذي قضته في السجن، أوصاها الأطباء بمناخ أكثر اعتدالًا لذلك انتقلت مع ابنتها أندرينا كوستا إلى نابولي عام 1884.
فرضية كوليشوف حول حمى النفاس: أطروحة تخرجها
قررت آنا إعداد أطروحة التخرج الخاصة بها مع التركيز على مجال واحد بشكل خاص مثل علم الأوبئة، إذ كرست نفسها لدراسة السبب في حمى النفاس التي تمثل أحد الأسباب الرئيسية للوفاة عند النساء، اختتمت الأطروحة بفرضية جريئة مفادها أن عامل العدوى لا يوجد فقط في المكورات العقدية، كما افترض لويس باستور (1822-1895)، ولكن في الكائنات الحية الدقيقة ذات الطبيعة الأخرى. أيد غولجي أولاً فرضية كوليشوف. ومع ذلك، رُفضت في العام التالي من قبل خبراء آخرين في مختبرها في بافيا. 

### طبيبة الفقراء
بعد الانتهاء من أطروحة التخرج، عادت إلى جامعة نابولي وفي عام 1886 وأصبحت أول امرأة تتخرج بمجال الطب والجراحة. بعد تخرجها، انتقلت ثانيةً في عام 1887، هذه المرة من أجل الاختصاص في عيادة أشيل دي جيوفاني الطبية (1838-1916) في بادوفا. في عام 1888 تخصصت في أمراض النساء في تورين، ثم في بادوفا. كان تركيزها على مجال أمراض النساء دليلًا على إخلاصها للقضية النسوية، وهكذا وجدت صلة ما بين النشاط المهني والسياسي. خلال هذه السنوات كانت على علاقة مع فيليبو توراتي وقررت الانتقال إلى ميلان معه. بدأت حياتها المهنية كطبيبة للفقراء عبر سان بيترو أولمو. وقدمت مساعدات طبية مجانية للنساء الفقيرات. وصفها مرضاها بأنها امرأة قادرة على الوصول إلى عمق النفوس. لقد عاملت الفقراء برقة وحنان. لم تكن رعايتها للفقراء فقط، بل شملت أيضًا السيدات من الطبقة البرجوازية. لسوء الحظ، لم تستطع الاستمرار لفترة طويلة بسبب ظروفها الصحية السيئة.